# 鞍馬寺

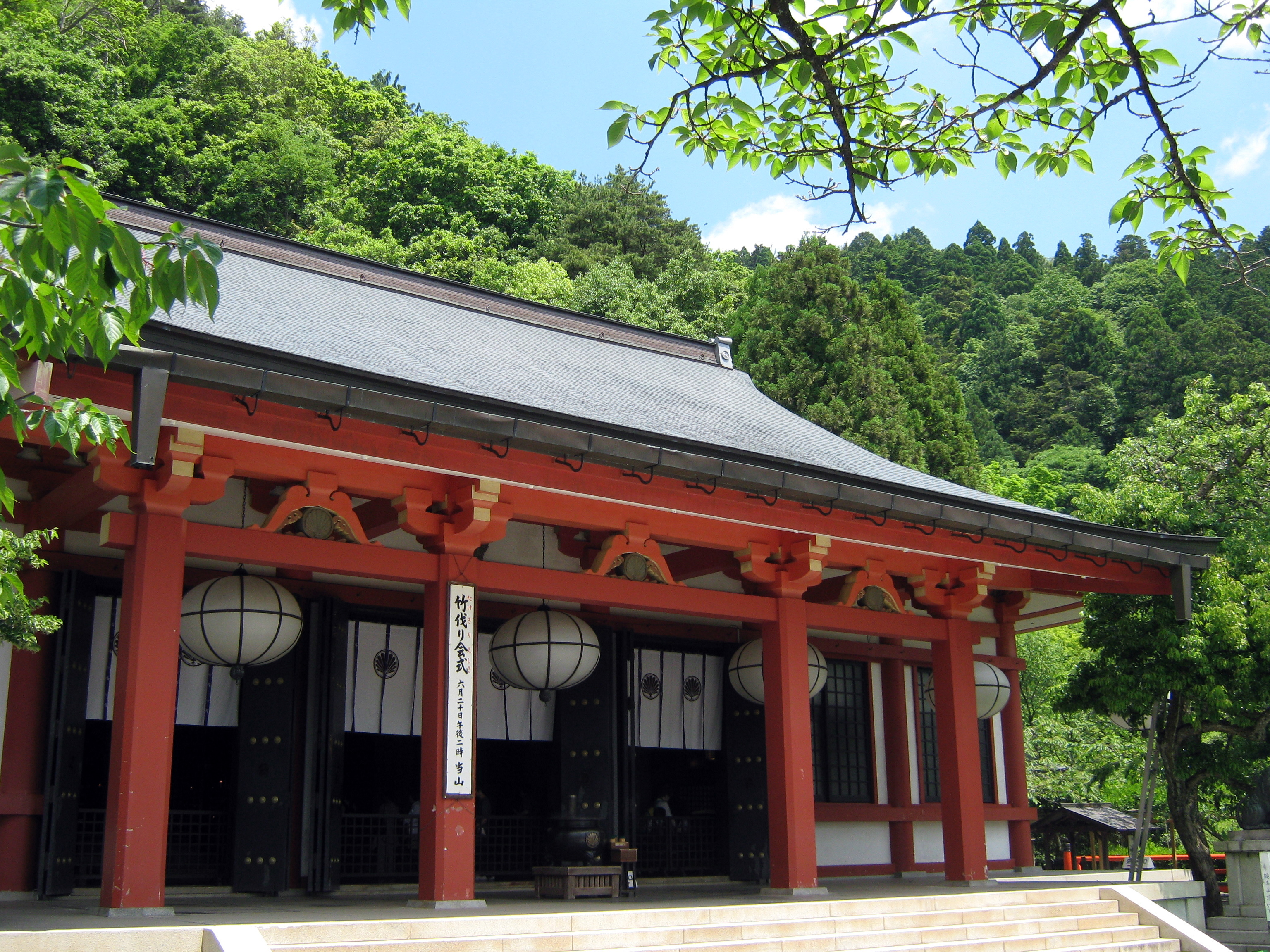
本殿金堂

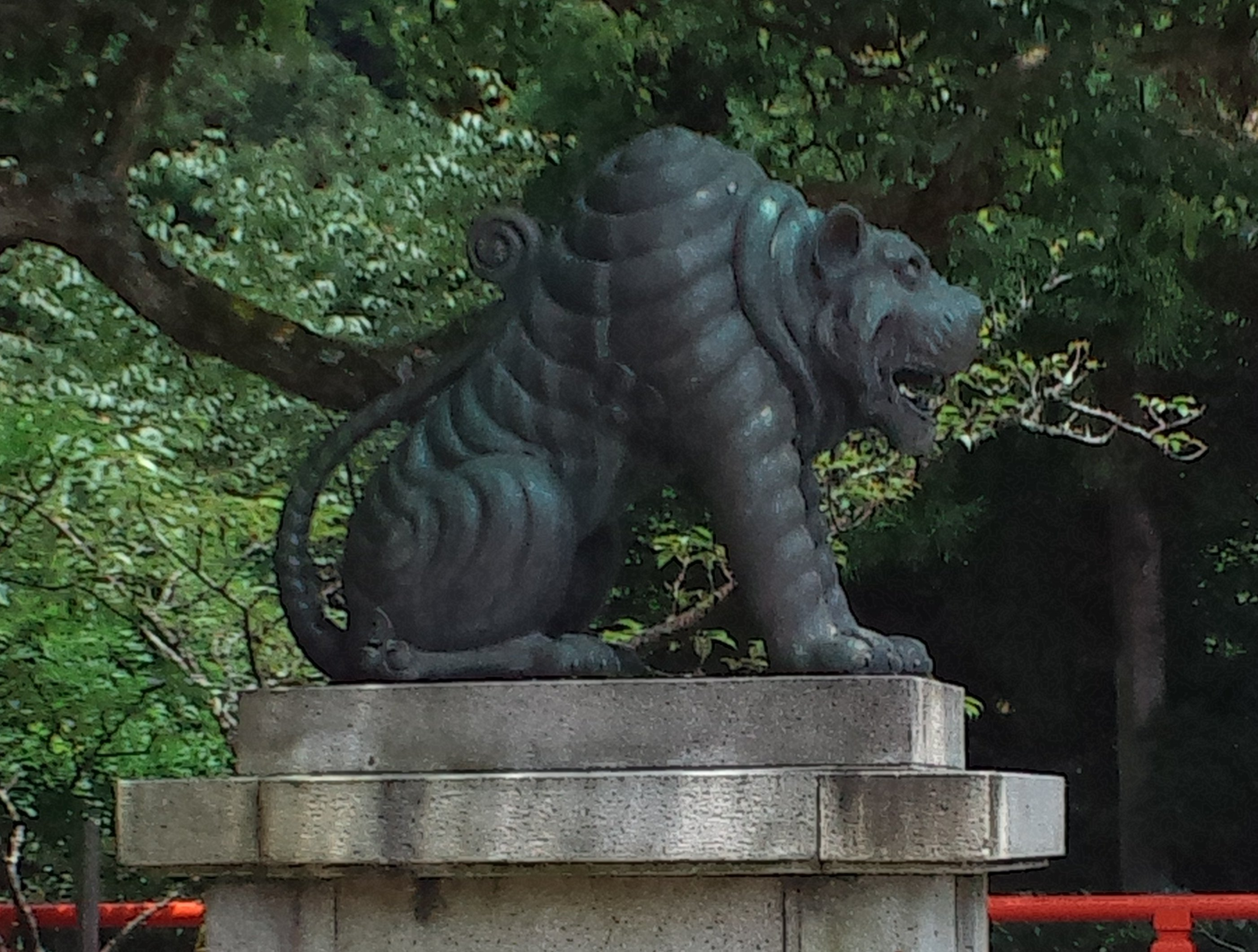
本殿前の阿吽の虎

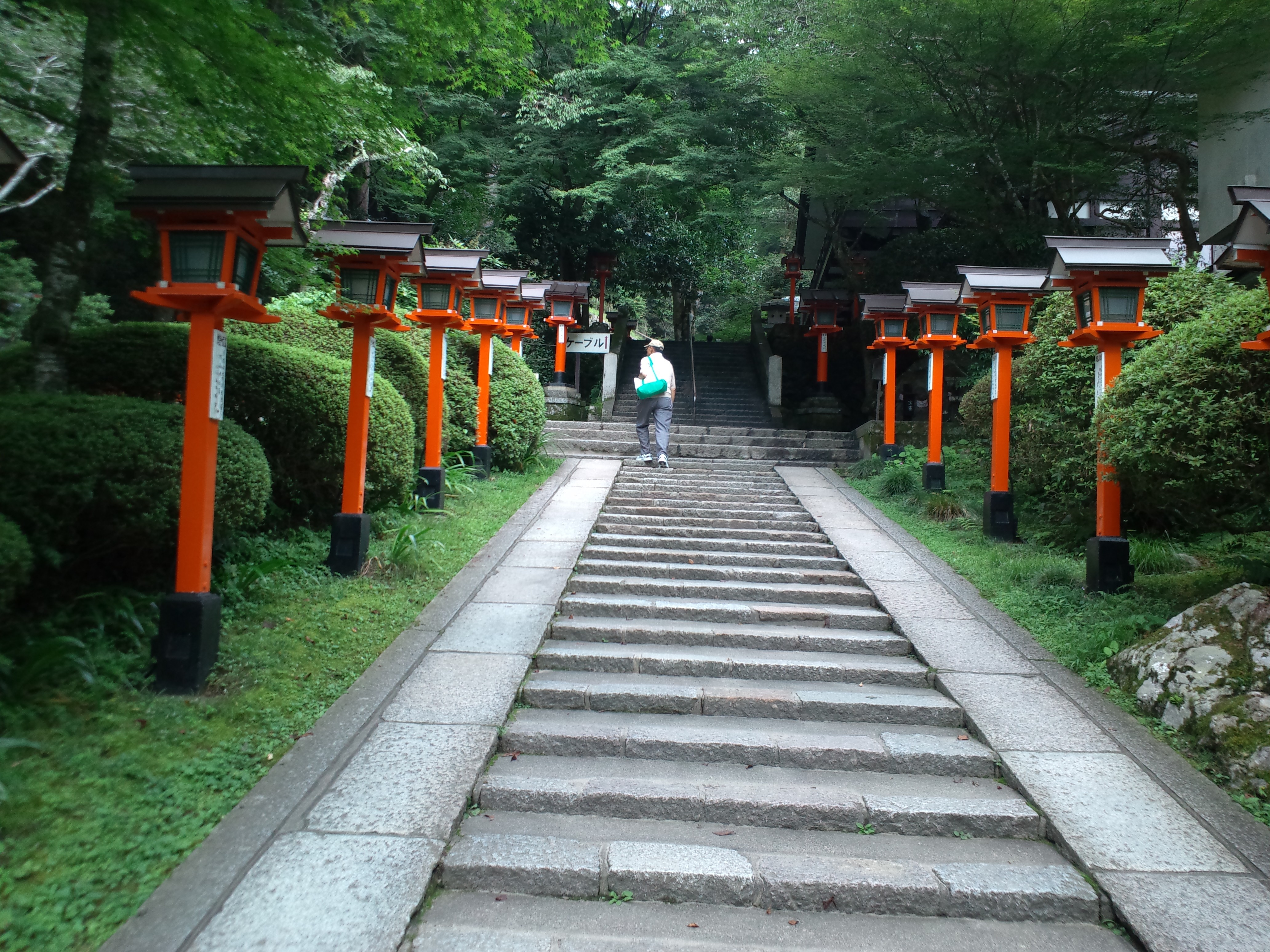
石段を飾る灯篭

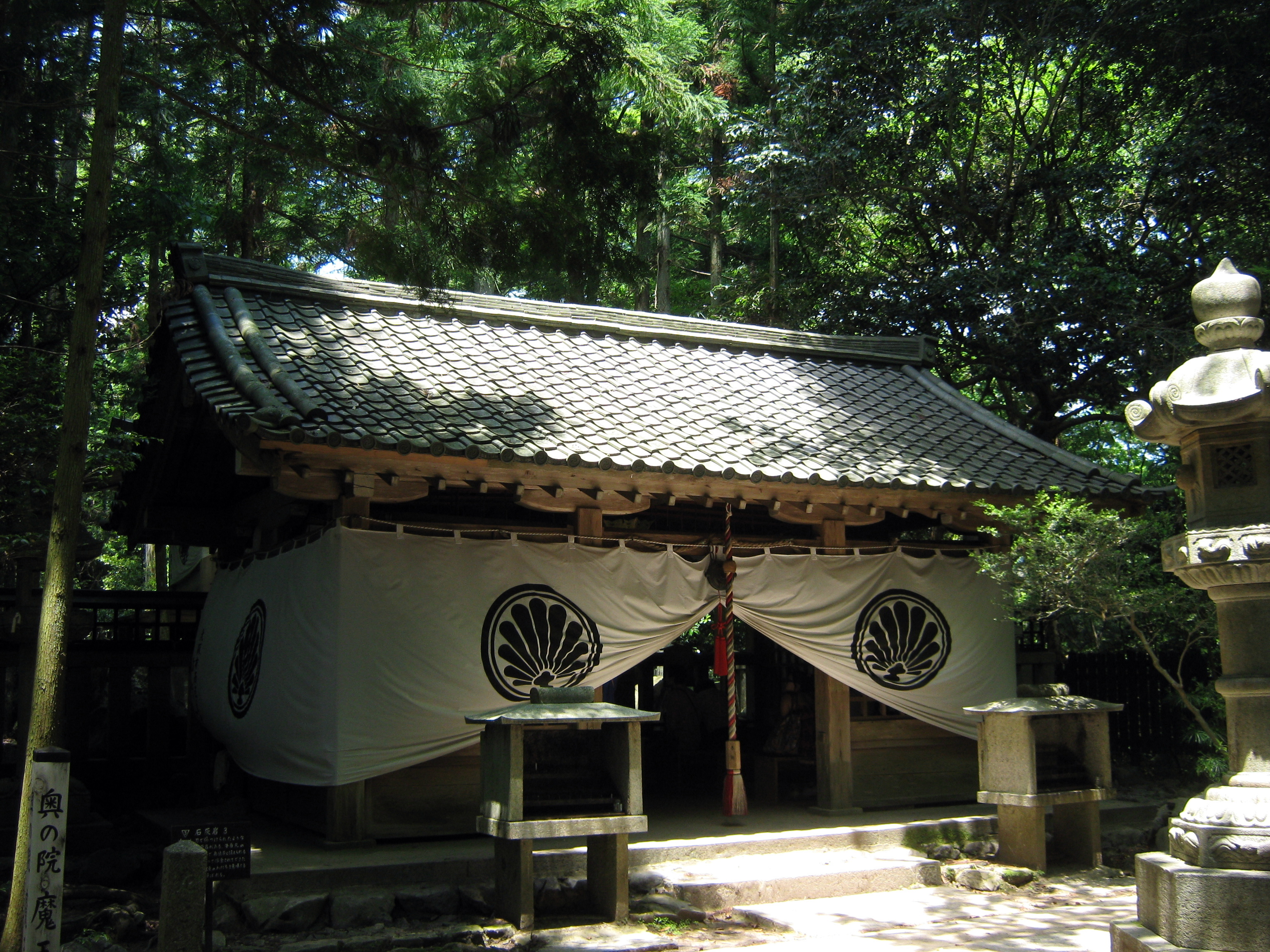
奥の院魔王殿（拝殿）

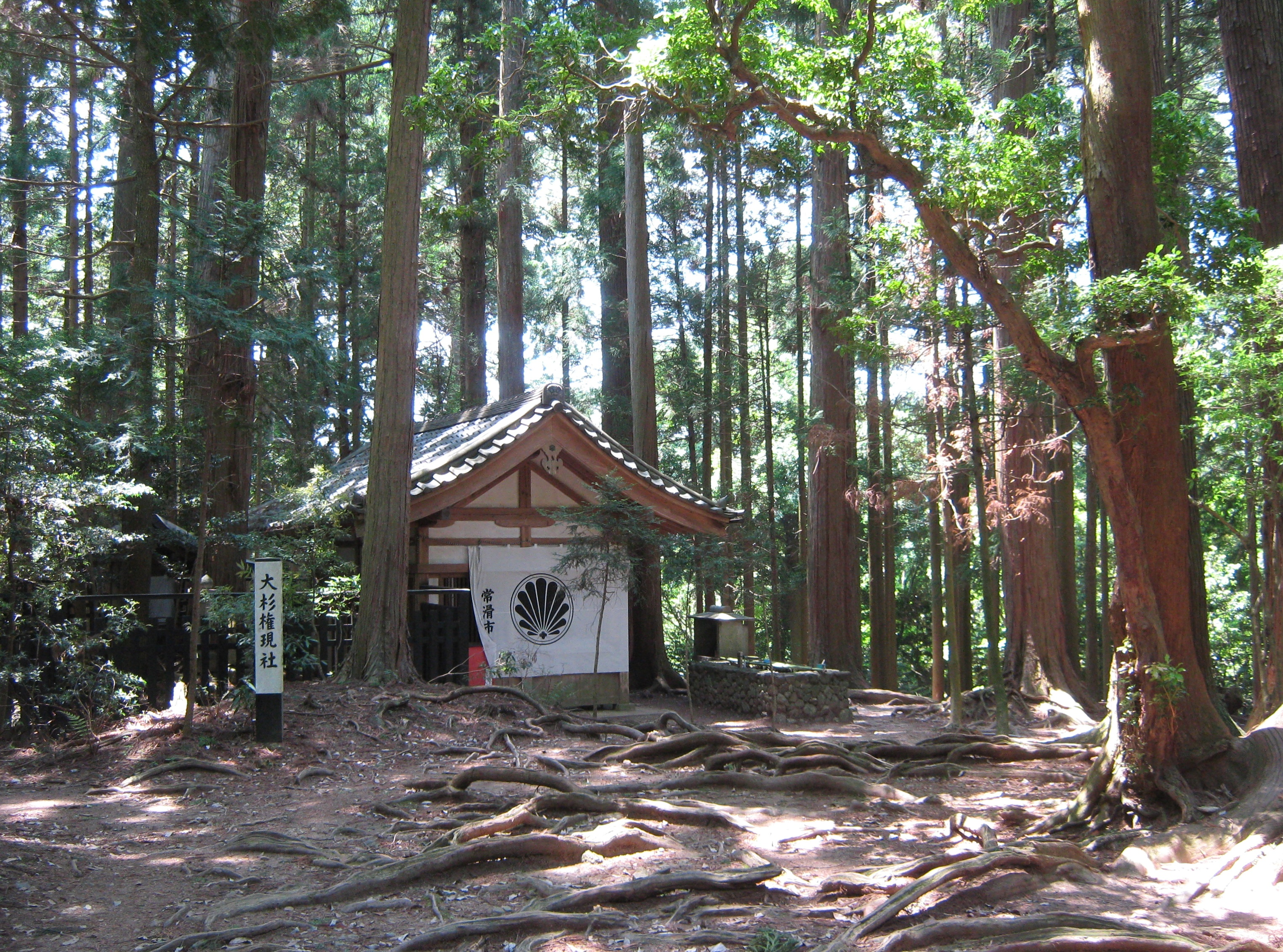
大杉権現社(2018年の台風による倒壊前)

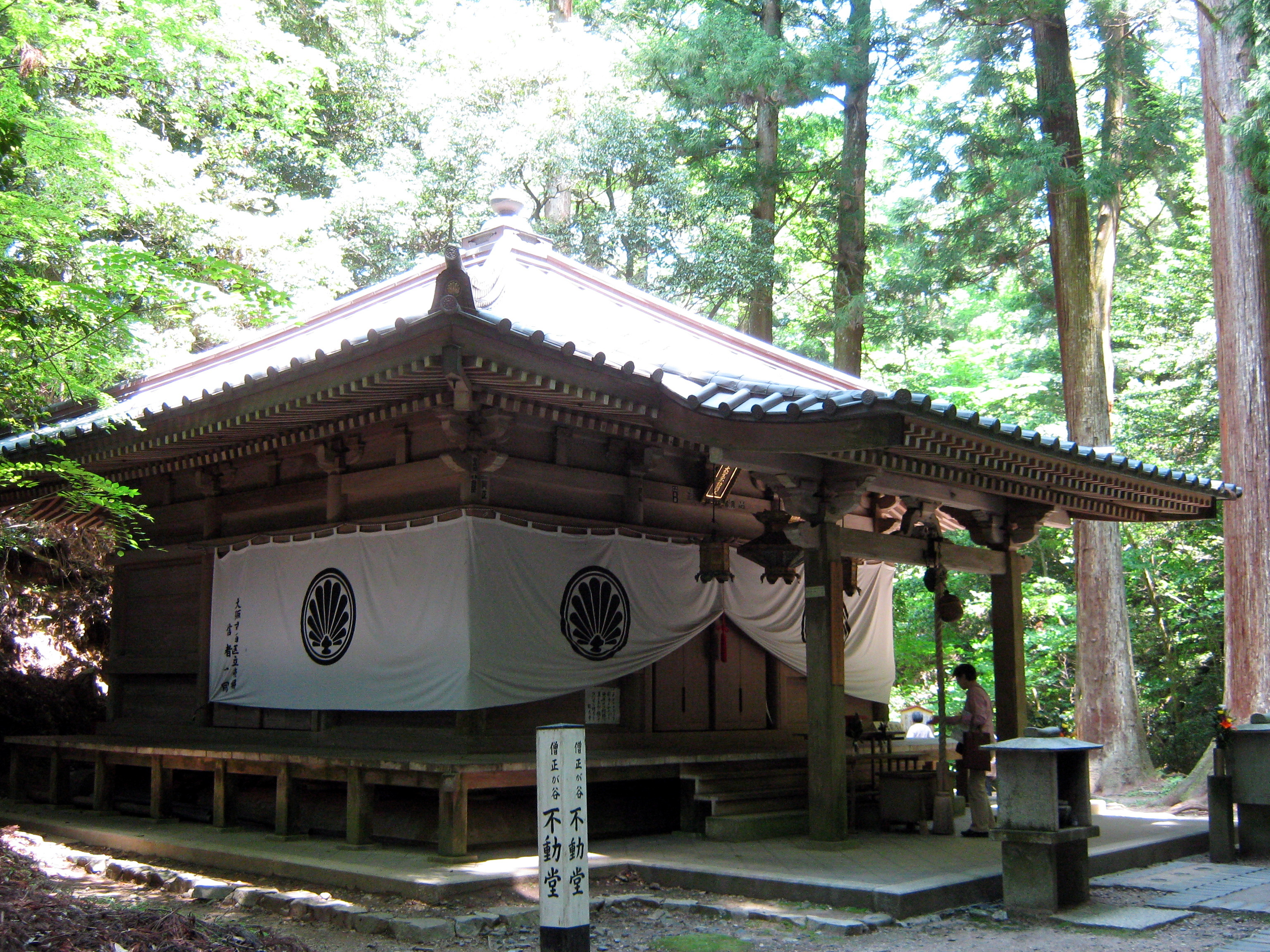
僧正ガ谷不動堂

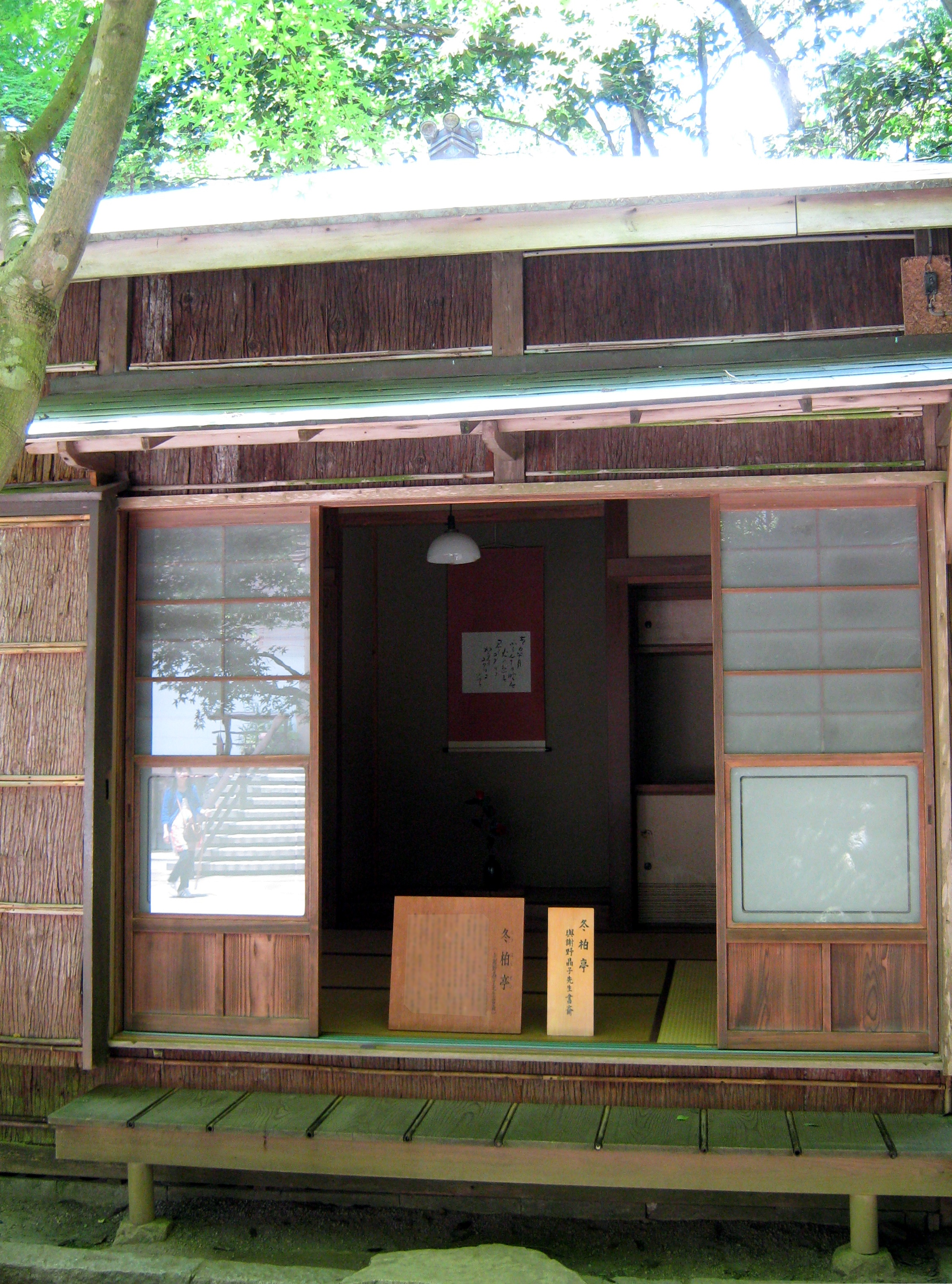
冬柏亭、与謝野晶子書斎

鞍馬寺（くらまでら）は、京都市左京区鞍馬本町にある鞍馬弘教の総本山の寺院。山号は鞍馬山（くらまやま）。本尊は「尊天」。「尊天」とは毘沙門天王、千手観世音菩薩、護法魔王尊の三身一体の本尊であるという。開山は鑑真の高弟・鑑禎（がんてい）。新西国三十三箇所第19番札所。
京都盆地の北に位置し、豊かな自然環境を残す鞍馬山の南斜面に位置する。鞍馬は牛若丸（源義経）が修行をした地として著名であり、能の『鞍馬天狗』でも知られる。なお、鞍馬寺への輸送機関としてケーブルカー（鞍馬山鋼索鉄道）を運営しており、宗教法人としては唯一の鉄道事業者ともなっている。

## 歴史
寺に伝わる『鞍馬蓋寺縁起』（あんばがいじえんぎ）が草創縁起を伝えており、鑑真の高弟・鑑禎が宝亀元年（770年）に草庵を結び、毘沙門天を安置したのが始まりという。鑑禎は、鑑真が唐から伴ってきた高弟8名のうちの最年少の弟子であった。宝亀3年（772年）のある夜、鑑禎は霊夢を見、山城国の北方に霊山があると告げられる。霊山を尋ねて出かけた鑑禎は、ある山の上方に宝の鞍を乗せた白馬の姿を見る。その山が鞍馬山であった。山に入った鑑禎は女形の鬼に襲われ殺されそうになるが、あわやという時、枯れ木が倒れてきて鬼はつぶされてしまった。翌朝になると、そこには毘沙門天の像があったので、鑑禎はこれを祀る一寺を建立したという。この鑑禎の話は『鞍馬蓋寺縁起』以外の書物には見えず、どこまで史実を伝えるものかわからない。ただし、清水寺の草創縁起と同様、南都（奈良）の僧が創建にかかわったとしている点は注目される。
『今昔物語集』『扶桑略記』など諸書には別の伝承が見られる。それによれば、延暦15年（796年）、藤原南家の出身で造東寺長官を務めた藤原伊勢人は、自分の個人的に信仰する観音菩薩を祀る寺を建てたいと考えていた。伊勢人は、ある夜見た霊夢のお告げにしたがい、白馬の後を追って鞍馬山に着くと、そこには毘沙門天を祀る小堂（上述の鑑禎が建てたものであろう）があった。「自分は観音を信仰しているのに、ここに祀られているのは毘沙門天ではないか」と伊勢人はいぶかしがった。ところが、その晩の夢に1人の童子が現われ、「観音も毘沙門天も名前が違うだけで、実はもともと1つのものなのだ」と告げた。こうして伊勢人は千手観音の像をつくって、毘沙門天とともに安置し、鞍馬寺を創建したという。この伝承は『日本後紀』延暦15年（796年）の条に東寺の造営の任に当たっていた藤原伊勢人の夢に現在の鞍馬寺からほど近い貴船神社の神が現れ鞍馬寺を建立するよう託宣したと記されていることからほぼ史実であると言われている。
9世紀末の寛平年間（889年 - 897年）に東寺の僧・峯延（ぶえん）が入寺したころから、鞍馬寺は真言宗寺院となる。天慶3年（940年）には鞍馬山の麓に宮中から由岐大明神が移され、由岐神社が建立され、鞍馬寺の鎮守社となった。
12世紀に延暦寺の僧・重怡（じゅうい）が入寺し、保延年間（1135年 - 1140年）に天台宗に改宗し、以後は青蓮院の支配下にあった。
寛治5年（1091年）には白河上皇が参詣、承徳3年（1099年）には関白藤原師通が参詣するなど、平安時代後期には広く信仰を集めていたようである。『枕草子』は「近うて遠きもの」の例として鞍馬寺の九十九（つづら）折りの参道を挙げている。
鞍馬寺は大治元年（1126年）の火災をはじめとして、たびたび焼失しているが、その都度復興されている。
鎌倉時代の寛喜元年（1229年）、青蓮院門跡座主が鞍馬寺検校職を兼務する。これ以来、鞍馬寺は正式に青蓮院の末寺となった。しかし、江戸時代の享保15年（1730年）には青蓮院の他、日光輪王寺の末寺ともなった。
この頃、鞍馬寺には塔頭が十院（真勝院・月性院・妙寿院・宝積院・大蔵院・吉祥院・戒光院・歓喜院・円光院・福生院）、さらに九坊（普門坊・松円坊・妙覚坊・薬師坊・本住坊・乗円坊・梅本坊・実相坊・蔵之坊）が存在し、栄えていた。しかし、文化11年（1814年）には一山炎上する大火災があり、以後は衰退してしまう。
そんな中の安政2年（1855年）には日光輪王寺のみの末寺となった。
1868年（明治元年）には再び青蓮院の末寺となり、廃仏毀釈の後も復興事業を進めていた。しかし、1945年（昭和20年）、本殿などが焼失してしまう。このため、現在の堂宇はいずれも新しいものであるが、仏像などの文化財は豊富に伝えられている。
昭和期の住職・信楽香雲（しがらきこううん）は、1947年（昭和22年）に鞍馬弘教を開宗。1949年（昭和24年）には天台宗から独立して鞍馬弘教の総本山となった。
京都の奥にある鞍馬山は山岳信仰、山伏による密教も盛んであった。そのため山の精霊である天狗もまた鞍馬に住むといわれる。鞍馬に住む大天狗は僧正坊と呼ばれる最高位のものであり、また鞍馬山は天狗にとって最高位の山のひとつであるとされる。

## 本尊
京都の北に位置する鞍馬寺は、もともと毘沙門天（四天王のうち北方を守護する）を本尊とし、併せて千手観世音を祀った寺院であった。しかし、鞍馬弘教立教後の現在の鞍馬寺の信仰形態は独特のもので、本尊についても若干の説明を要する。
鞍馬弘教立教後の寺の説明によると、鞍馬寺本殿金堂（本堂）の本尊は「尊天」であるとされる。堂内には中央に毘沙門天、向かって右に千手観世音、左には護法魔王尊が安置され、これらの三身を一体として「尊天」と称している。「尊天」とは「すべての生命の生かし存在させる宇宙エネルギー」であるとする。また、毘沙門天を「光」の象徴にして「太陽の精霊｣・千手観世音を「愛」の象徴にして「月輪の精霊｣・魔王尊を「力」の象徴にして「大地（地球）の霊王」としている。鞍馬寺とは、どこにでも存在する「尊天」のパワーが特に多い場所にして、そのパワーに包まれるための道場であるとしている。「尊天」のひとり、「護法魔王尊」（サナート・クマラ）とは、650万年前（｢650年」の間違いではない）、金星から地球に降り立ったもので、その体は通常の人間とは異なる元素から成り、その年齢は16歳のまま、年をとることのない永遠の存在であるという。
本殿金堂の毘沙門天・千手観世音・護法魔王尊はいずれも秘仏であり60年に一度丙寅の年のみ開帳されるが、秘仏厨子の前に「お前立ち」と称する代わりの像が常時安置されている。お前立ちの魔王尊像は、背中に羽根をもち、長いひげをたくわえた仙人のような姿で、鼻が高い。光背は木の葉でできている。多宝塔に安置の護法魔王尊像も同じような姿をしている。このことから「鞍馬天狗」とはもともと護法魔王尊であったと思われる。また、16歳とされているわりに歳をとった姿をしている。

## 境内
- 本殿金堂 - 1971年（昭和46年）再建。三尊尊天を祀る。尊天のうち千手観世音菩薩は新西国三十三箇所第19番札所の本尊である。建てられている場所は標高410メートルとなっている。自由に入ることができる地下階もあり「宝殿」と称する。薄暗い室内の壁には骨壷のようなものが並べられているが、骨壷ではなく「清浄髪奉納」と称する、生きている人の髪の毛を収めたものである。最奥部には「尊天」3像の分身像が祀られている。堂は6時頃から16時15分頃までの開扉で、地下「宝殿」は6時頃から15時45分頃まで入室可能。
- 光明心殿 - 護法魔王尊を祀る。
- 閼伽井護法善神社
- 本坊（金剛寿命院）
- 転法輪堂 - 1969年（昭和44年）再建。舞台造りのコンクリート建築。堂は6時頃から15時45分頃まで入堂可能。1階は「洗心亭」と称し、以前は飲食店であったが、現在は土休日に開く売店と無料休憩所。
- 与謝野鉄幹・与謝野晶子歌碑
- 霊宝殿（鞍馬山博物館） - 本殿裏にある。1階は鞍馬山自然博物苑で、鞍馬山の動植物に関する展示がある。2階は寺宝展示室で、現在は企画展示を行っている。かつては与謝野鉄幹・与謝野晶子の遺品等を展示した、与謝野記念室があった（鞍馬弘教を開宗した信楽香雲は与謝野門下の歌人であった）が、長く閉室中である。3階は仏像奉安室で、国宝の木造毘沙門天立像、木造吉祥天立像、木造善膩師童子（ぜんにしどうじ）立像の三尊像をはじめとする文化財が展示されている。鞍馬寺の本尊はこの毘沙門天の三尊像であったとする説や、同じく霊宝館に安置されている平安時代後期の重要文化財兜跋毘沙門天（とばつびしゃもんてん）の姿と近いものでなかったかとする説もある。平安時代中期以降の末法思想から生み出された経塚遺跡からの発掘品も見ることができる。
- 冬柏亭 - 与謝野晶子書斎、東京から移築。
- 奥の院門 - 冬柏亭から少し奥の院側に登ったところにあったが、2018年の台風で倒壊した。再建するかは未定のため、現在は礎石等が残されているのみである。
- 息つぎの水 - 牛若丸（源義経）が東光坊から奥の院へ兵法の修行に通う途中、この清水を汲んで喉の渇きを潤したと伝えられている[2]。
- 屏風坂の地蔵堂（革堂の地蔵尊）
- 背比べ石 - 奥州に下る牛若丸が名残を惜しんで背を比べたといわれる石。標高は485メートル。
- 遮那王堂 - 背比べ石のすぐ右側にある小堂。なぜか、現地には一切堂名の案内や表示がなく、公式ホームページでも案内がない。後述の義経堂と同様に義経公を遮那王尊として祀る。
- 大杉権現 - 護法魔王尊影向（ようごう）の杉として信仰を集める。2018年の台風で倒壊し、再建準備中。
- 義経堂 - 義経公を遮那王尊として祀る。
- 僧正ガ谷不動堂 - 謡曲の鞍馬天狗が牛若丸と出会ったといわれる所。堂内には伝教大師（最澄）が刻んだと伝えられる不動明王が安置されている。
- 奥の院魔王殿 - 本殿から西の貴船神社へ抜ける山道の途中、奇岩の上にある小堂。650万年前に金星から地球に降り立ったという魔王尊（サナート・クマラ）を祀っている。現在の建物は1945年（昭和20年）の焼失後の再建。標高435メートル。
- 西門
- 寝殿 - 1924年（大正13年）建立。
- 巽の弁財天社
- 弥勒堂
- 多宝塔 - 本殿東側にあったが、江戸時代後期に焼失した。現在のものは、ケーブルカー開通後の1960年（昭和35年）に場所を移して再建された。現在位置は標高370メートル。塔内は毎月1日・7日、正月三が日、初寅大祭の日の8時30分頃から16時頃まで開扉され公開される。塔内には中央に舎利宝塔が、四隅には「尊天」三像と多宝塔再建時の寄進者名を収めた厨子が祀られている。
- ケーブル多宝塔駅（山上駅）
- 中門 - 元は勅使門。勅使が通る門。
- 九十九折参道 - 清少納言が『枕草子』で「近うて遠きもの」の一例として「くらまの九十九折といふ道」と記した坂道。
- 川上地蔵堂 - 牛若丸の守り本尊である地蔵菩薩が祀られている。
- 東光坊跡（とうこうぼうあと） - 平安時代末期に牛若丸が7歳から約10年間住んでいた場所であるという。
- 義経公供養塔 - 東光坊の跡地に1940年（昭和15年）に建立された石造供養塔。
- 由岐神社 - 元は鞍馬寺の鎮守社。現在は独立している。
- 鬼一法眼社（きいちほうげんしゃ） - 牛若丸に兵法を授けたといわれる鬼一法眼を祀る。2018年の台風で、倒木により破損し解体された。現在、再建準備中。
- 魔王乃滝 - 鬼一法眼社の横を流れる滝。2018年の台風で崩壊したが、2024年に再建された。。
- 吉鞍稲荷社
- ケーブル普明殿（山門駅） - 1957年（昭和32年）に敷設された鞍馬山ケーブル（鞍馬山鋼索鉄道）の駅。標高250メートル。
- 歓喜院・修養道場 - 1964年（昭和39年）建立。
- 仁王門 - 創建は寿永年間（1182年 - 1184年、平安時代最末期）と伝えられる。1891年（明治24年）に焼失し、1911年（明治44年）に再建された。左側の扉1枚は寿永年間の頃のものと考えられている。安置されている仁王像は湛慶（運慶の嫡男）の作と伝えられ、再建時に丹波国から移されたという。

## 文化財

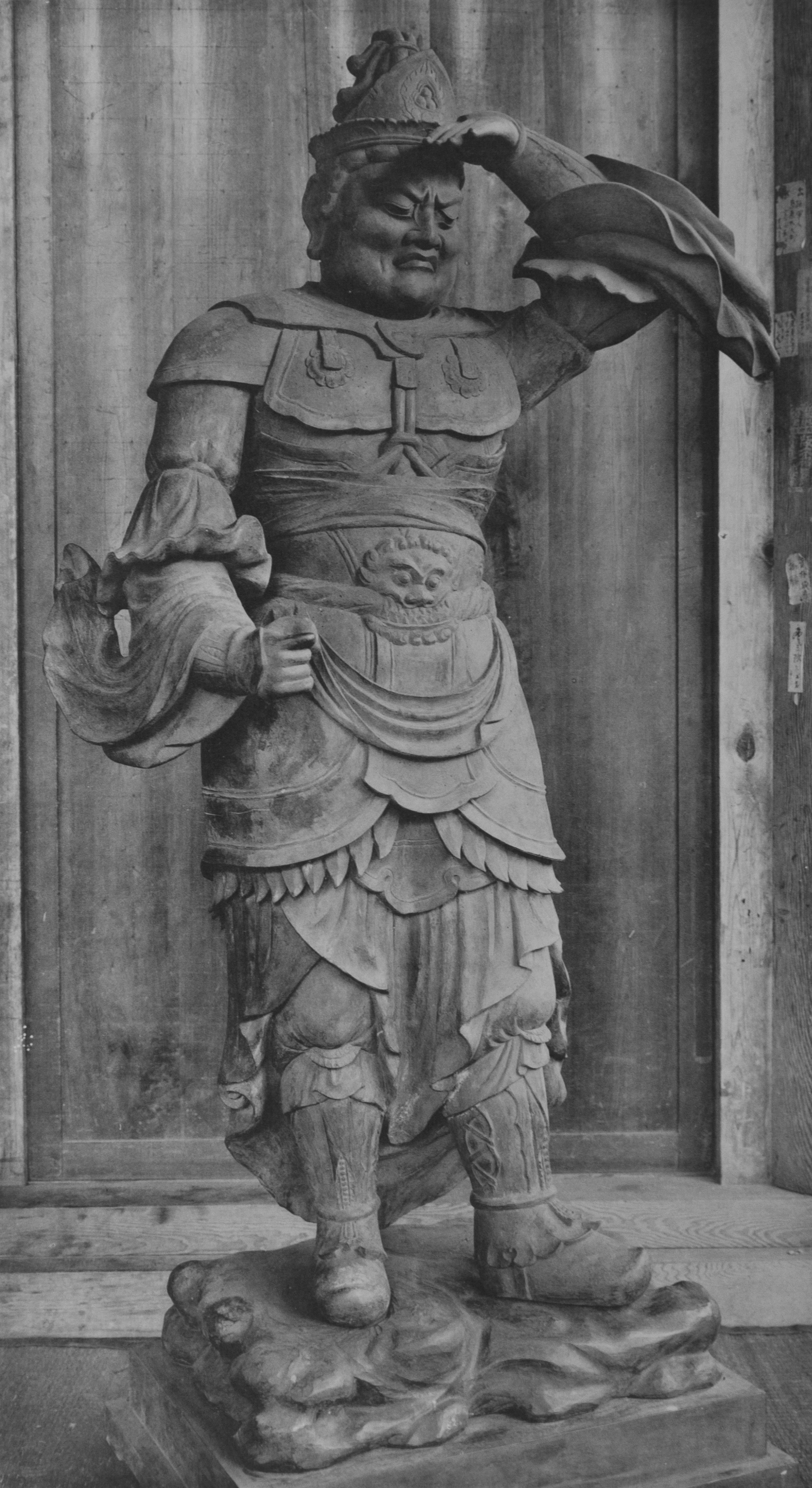
毘沙門天立像

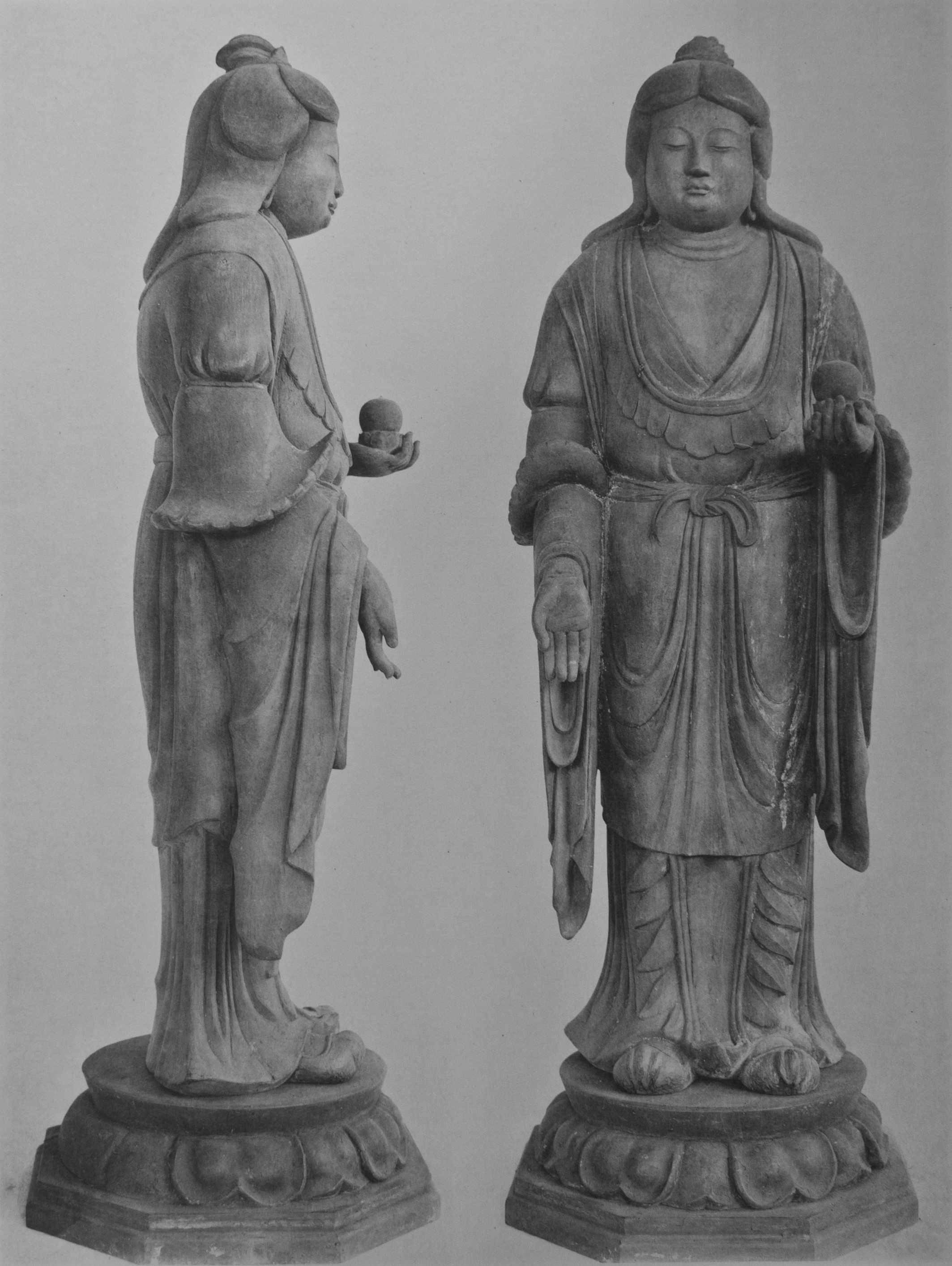
吉祥天立像

### 国宝
- 木造毘沙門天立像、木造吉祥天立像、木造善膩師童子（ぜんにしどうじ）立像
- 鞍馬寺経塚遺物 一括
  - 石宝塔（旧塚上所在）1基
  - 銅宝塔 1基
  - 鉄宝塔 1基
  - 銅経筒 経巻残塊共 保安元年（1120年）在銘 1合
  - 銅経筒残闕 治承三年（1179年）在銘 1合
  - 銅経筒蓋 法橋院尚在銘 1箇
  - 金銅経筒 1合
  - 銅宝幢形経筒 1合
  - 銅経筒残闕 一括
  - 土製経筒 2合
  - 金銅三尊像 3躯
  - 金銅板押出菩薩像残闕 1面
  - 懸仏 残闕共 一括
  - 鏡像 3面
  - 銅鏡 残闕共6面分
  - 金銅独鈷杵 1本
  - 銅水瓶 1口
  - 青白磁合子類 一括
  - 石硯 2面
  - 銅板扉 文応元年（1260年）在銘 1枚
  - 銅銭 一括
  - 其の他伴出物一切

### 重要文化財
- 木造観音菩薩立像 - 肥後別当定慶作。
- 木造兜跋毘沙門天立像
- 黒漆剣（寺伝坂上田村麻呂佩刀）[注釈 2]
- 剣（無銘）拵三鈷柄黒漆鞘剣
- 銅燈籠 正嘉銘（1258年頃）
- 鞍馬寺文書 1巻

典拠：2000年（平成12年）までに指定の国宝・重要文化財については、『国宝・重要文化財大全 別巻』（所有者別総合目録・名称総索引・統計資料）（毎日新聞社、2000）による。

### 京都市登録無形民俗文化財
- 竹伐り会式

## 前後の札所
新西国三十三箇所
18 延暦寺横川中堂　-　19 鞍馬寺　-　20 立木山寺
神仏霊場巡拝の道
102 賀茂別雷神社　-　103 鞍馬寺　-　104 貴船神社

## 年中行事
- しめのうち詣（元旦 - 1月15日） - 連日、新春開運のご祈祷が奉修される。
- 初寅大祭（1月最初の寅の日） - 本尊の一尊である毘沙門天が寅の月、寅の日、寅の刻に鞍馬山へ出現したことから、1月の最初の寅の日に行われる。
- 節分追儺式（節分の日） - 古来宮中で大晦日に行われていた追儺をかたどった行事で、来るべき春に幸多かれと希い、目に見えぬ無形の鬼を追い払う。陰陽師役の出仕者による撒豆の後、斎郎役の出仕者より上卿殿上人役に桃の弓と芦の矢が授けられ、方相氏役の出仕者が矛と盾を打ち「おー」と呼ぶこと3回、本殿の四方にて再び「おー」と呼び上卿殿上人斎郎役が矢を射る。
- 春の酬徳会（春の彼岸入の日） - 転法輪堂の阿弥陀仏に信徒が灯明を献じ、先祖の恩徳に感謝の祈りを捧げる。
- 清浄髪祈願祭（4月上旬） - 心の中の仏性を頭髪に託して納髪した信徒が、尊天信仰に生きることを誓い、六葉蓮筒と呼ばれる陶器の壺を本殿地下の宝殿に奉安する。信徒でない一般の参加はできない。
- 尊天むすび伝法式（4月上旬） - 尊天の活力をいただくための「身心無病信念確立法」を貫主より信徒が直接伝授される行事。信徒でない一般の参加はできない。
- 花供養（4月中旬） - 自然に感謝し、自然を大切にすることを誓い、自然の奥の尊天の働きを思い、感謝を捧げる行事。本殿横の舞台にて琴の演奏や狂言の奉納が行われる。なお、山門下の修養道場では、華展、書道展、水墨画展、写真展、茶席が催される。
- 五月満月祭（うえさくさい -五月の満月宵 5月の満月の日） - 5月の満月に聖水を捧げ灯を供えて祈る儀式が「五月満月祭」と呼ばれ鞍馬山に昔から伝えられてきた（この祭儀に使われる青銅の器に宝徳2年と銘があるので1450年にはすでに行われていたと考えられる）。1947年（昭和22年）にヒマラヤ山中や東南アジアで行われているうえさくさいと同じであることが分かり、一般にも公開され「五月満月祭」は「ウエサクさい」とルビがつけられるようになった。この行事は自分とすべての人々のめざめを祈り、参集者が持った「心のともし灯」と呼ばれる蓮の花を模された赤いロウソクに火が灯され、満月に捧げられた清水を一同で分かつ。
- 竹伐り会式（たけきりえしき）（6月20日午後2時） - 破邪顕正の心をこめ、水への感謝を捧げと五穀豊穣を祈る行事。峯延上人が襲ってきた大蛇（雄）を法力で退治し、朝廷から遣わされた人夫がその大蛇の死骸を切り刻み龍ヶ嶽に棄てたとの故事に因む行事で、僧兵姿の鞍馬法師が近江座と丹波座に分かれ大蛇に見立てた青竹を伐り、その早さを競う。なお、大蛇（雌）は鞍馬山の水を絶やすことなく護ることを誓ったので本殿横の閼伽井護法善神として祀られており、この行事でも雌に見立てたれた青竹は伐られることなく山内に植される。
- 如法写経会（8月1日 - 8月3日） - 800年来行われている古典的な行事、鳥の声を聞きながら、涼風の中に自己内証の真我を探る。
- 義経祭（9月15日） - 源義経の御魂が少年期を過ごした鞍馬山に戻り、護法魔王尊の脇侍遮那王尊として眠ると信じられており、その御魂をなぐさめ業績を後世に伝える行事。
- 秋の酬徳会（秋の彼岸入の日） - 転法輪堂の阿弥陀仏に信徒が灯明を献じ、先祖の恩徳に感謝の祈りを捧げる。
- 秋の大祭（10月14日） - 1947年（昭和22年）10月に鞍馬弘教が宣言奉告されたことを記念する行事。
- 平和の祈り（11月23日） - 地球上のすべての存在の共生と調和を祈る。
- おさめの寅（12月最後の寅の日） - 今年一年に受けたお札守を納め、一年間の守護に感謝し光明心殿庭上にて火にあげる行事。
- 毎月の御縁日（毎月1・7・14日・寅の日）
- 鞍馬の火祭（10月22日） - 仁王門近くにある由岐神社の祭礼。鞍馬寺主催ではないが、かつては鞍馬寺の祭りでもあった。

## 交通
京都市内から鞍馬寺前まで
叡山電鉄出町柳駅から鞍馬線に乗ると約30分で鞍馬駅に着く。駅を出て徒歩2分で仁王門（山門）に至る。
- その叡山電鉄の親会社である京阪電気鉄道では、同社との共同企画乗車券「鞍馬・貴船1dayチケット」を出町柳駅を除く京阪線系統すべての駅で発売しており、拝観の際に本券を受付に提示すると、境内への入場料である「愛山費」が大人通常500円のところを優待料金の400円で拝観できる。

京都市地下鉄烏丸線の国際会館駅から京都バス52系統に乗ると約30分で鞍馬停留所に着く、停留所より徒歩1分で仁王門に至る。なお、地下鉄・バス一日券では、運賃均一区間の境界である市原からの差額運賃である、片道200円の追加料金が必要となる。また、バスは7時台までの早朝や夜間は市原止まりとなり、鞍馬・貴船までは運行していない。そのため、早朝に国際会館駅に到着した場合は、市原駅前バス停までバスで行き、市原駅から叡電に乗り換えるか、国際会館駅から10分余り歩いて叡電の岩倉駅まで行く必要がある。地下鉄烏丸線には鞍馬口駅があり、ここで誤って下車する人がいるため、国際会館駅まで乗車する旨の自動アナウンスがある。
仁王門から本殿金堂まで（徒歩）
仁王門 (0) - 287メートル - 由岐神社 (50) - 791メートル - 本殿金堂 (160)
- 括弧内の数字は仁王門の標高を基準とした標高差（単位：メートル）

山門から由岐神社を経て途中にある中門までは未舗装の急坂の山道で、門からは石段と石畳の道となる。全て歩くとなると成人男性で30分ほどは見ておく必要がある。
仁王門から本殿金堂まで（ケーブルカー利用）
仁王門（山門駅）(0) - 200メートル - 多宝塔駅 (120) - 456メートル - 本堂金堂 (160)
- 括弧内の数字は仁王門の標高を基準とした標高差（単位：メートル）

徒歩での参拝は、高齢者などには大変なため、仁王門から多宝塔の間にケーブルカー（鞍馬山鋼索鉄道）を運行している。乗車時間はわずか2分ほどの距離だが、89メートルの標高差がある。多宝塔から本殿金堂までは10分ほどの石畳を歩く。ただ、ケーブルカー経由の道は由岐神社を経由しない。なお、寺側は歩くことが可能な人は、ケーブルカーを使わずに徒歩で参拝することを勧めている。
貴船側からのアクセス
貴船口駅 - 2000メートル - 貴船 (35) - 573メートル - 魔王殿 (185) - 460メートル - 背比べ石 (235) - 404メートル - 本殿金堂 (160)
- 括弧内の数字は仁王門の高さを基準とした標高差（単位：メートル）

貴船からの入り口は西門と呼ばれる。このルートはかつて牛若丸が天狗との修行で走った道とされている。本殿金堂まで行くには山をひとつ越えることになるので鞍馬側から登るより大変である。成人男性でも50分ほどかかる。鞍馬から貴船までケーブルカーに乗らずに歩く場合は、貴船から鞍馬に抜ける場合と標高差は変わらないが、最も急な部分である西門から魔王殿間が、貴船からだと上り坂になる。
- 鞍馬駅から貴船に抜ける道は、ロンリープラネットで紹介されたことなどにより、欧米人に人気のハイキングルートとなっている。

## 拝観料・参拝時間など
- 愛山費 - 境内への入場料。高校生以上500円（2023年4月1日改定）で、境内にある以下の有料施設の利用のためには、まず愛山費の支払いが必要となる。「山を清め、緑を育み、参道を整えるために」使われる。中学生以下は無料。
  - 季節や日によって差があるが、表門である山門は17時過ぎ頃から翌朝8時前頃までは拝観受付が無人となるが、門そのものは24時間開いているため、拝観受付が無人の時は入山が無料となる。なお、諸堂は6時から16時15分頃までの開扉、本殿金堂内の授与所は9時から16時15分頃まで開かれる。
  - 貴船側の西門は基本的に16時頃から翌朝9時頃までは無人となるが、こちらも門そのものは24時間開いている。こちらの門はチケットがあれば、その提示により当日なら再入場が可能となっている。悪天候時や冬期の平日などは昼間も無人で開放されていることもあるが、積雪時や暴風雨などの際は閉門されることもある。
- 霊宝殿入館料 - 鞍馬山博物館である霊宝殿への入場料。高校生以上200円、中学生以下100円。9時から16時までの開館で毎週火曜日と12月12日から2月末日は休館。
- ケーブルカー寄進料 - 1口大人200円、小学生100円（小学生未満は寄付金不要）の寄付金の寄進を鞍馬寺に対して行った人は、寺からの「お礼」の形で「無料」で1回ケーブルカーに乗車できる。事実上の運賃である「寄付金」の詳細については「鞍馬山鋼索鉄道」の項を参照されたい。
  - これら3つの代金は、身体障害者手帳の持参人と、付添人1名は手帳の等級に関係なく無料となる。

### 夜間の拝観
前述の通り、入口の門は24時間開かれており、夜間でも拝観可能である。しかし入口前や本殿脇の奥の院入口には「夜間はほとんど灯りがないため、ライト無しでの歩行は危険である」「野生生物が出没する」との表示がある。実際には山門から本殿までは、常夜灯が点灯しており、ほぼ懐中電灯なしでも参拝できる。由岐神社あたりは神社境内経由のほうが明るい。ただ、本殿下の「転法輪堂」から上は常夜灯の数が減り、スマートフォン等の明かりが欲しい場所がある。本殿前も夜間の祭礼時以外は明かりがほとんどない。本殿から貴船までは真っ暗となるので、足元の悪さもあり明るい懐中電灯が必要である。すべての堂は閉扉しているので、屋外からの参拝となる。